# Nuoto ai XVI Giochi del Mediterraneo - 200 metri dorso maschili

## Record
Prima di questa competizione, il record del mondo (WR) e il record dei Giochi del Mediterraneo (GR) erano i seguenti:
|    | 1'53"94 | Ryan Lochte Stati Uniti | 15 agosto 2008 Pechino, Cina     |
| GR | 1'59"87 | Manko Strahija Croazia  | 4 settembre 2001 Tunisi, Tunisia |

Durante l'evento sono stati migliorati i seguenti record:
| Data      | Evento | Atleta                  | Nazione | Tempo   | Record |
| --------- | ------ | ----------------------- | ------- | ------- | ------ |
| 28 giugno | Finale | Aschwin Wildeboer Faber | Spagna  | 1'54"96 | GR     |

## Batterie
Domenica 28 giugno, ore 10:40 CEST.
Si sono svolte 2 batterie di qualificazione. I primi 8 atleti si sono qualificati direttamente per la finale.
| #  | Batteria | Corsia | Atleta                  | Nazionalità | Tempo   | Note |
| -- | -------- | ------ | ----------------------- | ----------- | ------- | ---- |
| 1  | 2        | 3      | Aschwin Wildeboer Faber | Spagna      | 2'00"90 | Q    |
| 2  | 2        | 6      | Dimitrios Chasiotis     | Grecia      | 2'01"06 | Q    |
| 3  | 1        | 4      | Benjamin Stasiulis      | Francia     | 2'01"12 | Q    |
| 4  | 2        | 4      | Damiano Lestingi        | Italia      | 2'01"26 | Q    |
| 5  | 1        | 5      | Sebastiano Ranfagni     | Italia      | 2'01"91 | Q    |
| 6  | 2        | 5      | Rufino Regueira Suarez  | Spagna      | 2'02"19 | Q    |
| 7  | 2        | 2      | Georgios Demetis        | Grecia      | 2'02"47 | Q    |
| 8  | 2        | 7      | Robert Zbogar           | Slovenia    | 2'03"94 | Q    |
| 9  | 1        | 2      | Naoufel Benabid         | Algeria     | 2'04"60 |      |
| 10 | 1        | 3      | Jérémy Stravius         | Francia     | 2'05"10 |      |
| 11 | 2        | 1      | Bilal Achalhi           | Marocco     | 2'10"80 |      |
| 12 | 1        | 7      | Giannis Zinonos         | Cipro       | 2'11"94 |      |
| -  | 1        | 6      | Ante Cvitkovic          | Croazia     | DSQ     |      |

## Finale
Domenica 28 giugno, ore 18:05 CEST.
| Posizione | Corsia | Atleta                  | Paese    | Tempo   | Note |
| --------- | ------ | ----------------------- | -------- | ------- | ---- |
|           | 4      | Aschwin Wildeboer Faber | Spagna   | 1'54"96 | GR   |
|           | 2      | Sebastiano Ranfagni     | Italia   | 1'58"59 |      |
|           | 6      | Damiano Lestingi        | Italia   | 1'59"96 |      |
| 4         | 3      | Benjamin Stasiulis      | Francia  | 2'00"23 |      |
| 5         | 5      | Dimitrios Chasiotis     | Grecia   | 2'00"87 |      |
| 6         | 7      | Rufino Regueira Suarez  | Spagna   | 2'01"20 |      |
| 7         | 8      | Robert Zbogar           | Slovenia | 2'03"24 |      |
| 8         | 1      | Georgios Demetis        | Grecia   | 2'04"24 |      |